# Bell 407
Bell 407 je enomotorni turbinsko gnani večnamenski civilni helikopter ameriškega proizvajalca Bell Helicopter. Zasnovan je bil na podlagi Bell 206L-4 LongRanger, ima pa 407 za razliko štirikraki rotor. Obstaja tudi verzija Bell 407, ki je zasnovana na podlagi Bell-a ARH-70.
Bell je začel z dobavami leta 1996, do leta 2010 so zgradili okrog 1000 helikopterjev. 

## Specifikacije (Bell 407)
Podatki iz Bell 407
Splošne karakteristike
- Posadka: 1 pilot
- Število sedežev: tipično 7 potnikov ali 1200 kg tovora na kljuki
- Dolžina: 41 ft 8 in (12,7 m)
- Premer rotorja: 35 ft 0 in (10,67 m)
- Višina: 11 ft 8 in (3,56 m)
- Površina rotorjev: 962 ft² (89 m²)
- Teža praznega letala: 2668 lb (1210 kg)
- Uporaben tovor: 2347 lb (v notranjosti) (1065 kg)
- Maks. vzletna teža: 6000 lb (2722 kg)
- Pogon letala: 1 ×  turbogredni motor Allison 250-C47B, 813 KM (606 kW)

 Zmogljivost 
- Maks. hitrost: 140 vozlov (161 mp/h, 260 km/h)
- Potovalna hitrost: 133 vozlov (152 mp/h, 246 km/h)
- Doseg: 324 nmi (372 milj, 598 km)
- Višina leta: 18690 ft (5698 m)